# Heteromys
Heteromys és un gènere de rosegadors de la família dels heteròmids que conté una desena curta d'espècies originàries de Meso-amèrica i Sud-amèrica. Tenen una llargada corporal d'11-18 cm, amb una cua de 13-21 cm. Les espècies més petites, com ara H. gaumeri, pesen 35-85 mg, mentre que les més grosses, com ara H. oresterus arriben a pesar 60-110 g. El seu pelatge conté pèls rígids i espines. Tant aquests pèls com els seus pèls suaus són marrons, grisos o negres al dors i blanquinosos al ventre.